# Kurbanhal, Kushtagi
Kurbanhal là một làng thuộc tehsil Kushtagi, huyện Koppal, bang Karnataka, Ấn Độ.